# Хорватський союз хокею на льоду
Хорватський союз хокею на льоду (хорв. Hrvatski savez hokeja na ledu, HSHL) — організація, яка займається проведенням на території Хорватії змагань з хокею із шайбою. Утворена 9 листопада 1935 року, член ІІХФ з 6 травня 1992 року. Об'єднує 4 клуба, понад 437 зареєстрованих гравців (із них 150 дорослих). У країні 2 відкритих майданчиків зі штучним льодом і 2 Палаци спорту, найбільший у Загребі («Дом Спортова») місткістю 6,000 місць.

## Історія
Хокей із шайбою почав розвиватися у Хорватії з 1894 року. Початок був покладений доктором Франко Букаром, який повернувся додому зі Швеції після отримання диплома у стокгольмському Центральному Гімнастичному Інституті. Перша хокейна команда ХАСК (Хорватський академічний спортивний клуб) утворена у 1906 році. Перший офіційний хокейний матч зареєстрований взимку 1916—1917 років між ХАСК і ХСД — 2:0. У листопаді 1922 року у Загребі утворена Федерація зимового спорту, куди входили лижі, ковзани і хокей. Перший палац зі штучним льодом у Хорватії з'явився у 1961 році у Загребі.

## Турніри
Перший чемпіонат Югославії відбувся у 1939 році, і два з чотирьох брали участь клубів представляли Хорватію - «Марафон» і ЗКД (обидва із Загреба). У 47 югославських чемпіонатах з 1939 по 1991 роки хорватські команди перемагали 6 разів. Клуб «Марафон» утворений у 1915 році, з 1945 носив назву «Младость» і перемагав тричі — у 1947, 1949 і 1956 роках. Клуб ЗКД з 1961 року відомий під назвою «Медвещак» і також перемагав тричі 1989—1991. Успіху команди багато у чому сприяли російські фахівці: тренер А. Кострюков і хокеїсти Вік. Крутов, С. Борисов, В. Анісін, С. Столбунов, В. Щуренко, М. Анфьоров. 
Самостійний чемпіонат Хорватії проводиться з сезону 1991—92. У турнірі постійно виступають 4 клуби: три із Загреба — ХК «Загреб», «Медвещак» (Загреб) і «Младость», один із Сісака — ІНА. Чемпіони: ХК «Загреб» — 1992—1994, 1996, «Медвещак» (Загреб) — 1995, 1997—2004.

## Гравці та національна збірна
Збірна Хорватії перший міжнародний матч провела 7 листопада 1992 року у Загребі зі збірною Словенії — 1:15. З 1939 по 1991 роки провідні хорватські хокеїсти виступали у збірній Югославії. У перших матчах збірної Югославії на чемпіонаті світу у 1939 році у Базелі і Цюриху виступало троє хорватів: М. Попович, З. Степетич і Й. Томич. Хорвати входили до складу збірної Югославії на чемпіонатах світу 1951 (група В) — 8 гравців і 1955 (група В) — 6 гравців. Останній матч збірної Югославії, у якій грали і хорвати, відбувся 7 квітня 1991 року. Краще досягнення Хорватії на чемпіонатах світу — 5-е місце у групі С у 1998 і 1999 роках. На зимових Олімпійських іграх не виступала. 
Найсильніші хокеїсти Хорватії різних років: 
- воротарі: Д. Любич, Ю. Сінанович, Р. Келлер;
- захисники: І. Ратей, З. Ткалчич, З. Трумбетач, М. Латкович, З. Алмер, М. Панчиров, М. Кочеянчич, З. Галіятович, О. Єленек, І. Ячменяк, І. Спажич, М. Ковачик;
- нападники: І. Заєв, Д. Орлич, І. Грошич, М. Кіре, Х. Лукич, Г. Єлінек, Х. Аппелт, І. Муслім, М. Белінич, Г. Горбачов, Д. Коломбо, С. Скргатич, Д. Радін, Д. Волич, Мато Младенович, Д. Гоянович, Велько Жибрет.